# Mecca (Californie)
Pour les articles homonymes, voir Mecca.
Mecca est une communauté non incorporée située dans le comté de Riverside en Californie, aux États-Unis.

## Démographie
| 2000  | 2010  | - | - | - | - |
| ----- | ----- | - | - | - | - |
| 6 678 | 8 577 | - | - | - | - |